# Società Sportiva Anconitana 1930-1931
Questa pagina raccoglie i dati riguardanti la Società Sportiva Anconitana nelle competizioni ufficiali della stagione 1930-1931.

## Rosa
| N. |                   | Ruolo | Calciatore        |
| -- | ----------------- | ----- | ----------------- |
|    | Italia (bandiera) | C     | Giovanni Battioni |
|    | Italia (bandiera) | C     | Berrettini        |
|    | Italia (bandiera) | P     | Bertazzo          |
|    | Italia (bandiera) | D     | Angelo Carisdeo   |
|    | Italia (bandiera) | C     | Crescini (I)      |
|    | Italia (bandiera) | C     | Giombetti         |
|    | Italia (bandiera) | D     | Longhi            |
|    | Italia (bandiera) | A     | Mancinelli        |

| N. |                   | Ruolo | Calciatore            |
| -- | ----------------- | ----- | --------------------- |
|    | Italia (bandiera) | D     | Mantini               |
|    | Italia (bandiera) | D     | Romolo Marinari       |
|    | Italia (bandiera) | D     | Umberto Mondaini (II) |
|    | Italia (bandiera) | D     | Mosconi               |
|    | Italia (bandiera) | D     | Mondaini (I)          |
|    | Italia (bandiera) | A     | Piastrellini          |
|    | Italia (bandiera) | A     | Santini               |
|    | Italia (bandiera) | A     | Corrado Silvestrelli  |